# Insolitoeuops strigiventris
Insolitoeuops strigiventris es una especie de coleóptero de la familia Attelabidae.

## Distribución geográfica
Habita en Australia.